# Tor Endresen
Tor Endresen (født 15. juni 1959 i Bergen) er en norsk sanger og musiker. Internationalt er han bedst kendt for at give Norge sit fjerde "nul" i Eurovision Song Contest, da han i 1997 stillede op med "San Francisco". Derudover har han lagt stemmer til adskillige tegnefilmsfigurer på Norsk tv, og var bl.a. ansvarlig for de norske versioner af Phil Collins sange til Disney-tegnefilmen Tarzan.